# Jordi Teixidor de Otto
Jordi Teixidor de Otto, nacido en 1941 en Valencia, es un pintor español.

## Biografía
Formado artísticamente entre 1959 y 1964 en la Escuela Superior de Bellas Artes de San Carlos de Valencia. 
El año 1966 fue especialmente significativo en su carrera profesional, pues, además de realizar su primera muestra individual en la Sala Mateu de su ciudad natal, es nombrado, junto con José María Yturralde, conservador del Museo de Arte Abstracto de Cuenca, donde trabajará los veranos de 1966 y 1967 y donde conoce a la generación del llamado “grupo de Cuenca”, integrado, entre otros, por Gustavo Torner, Gerardo Rueda y Fernando Zóbel. 
También en 1966 forma parte del grupo Nueva Generación, promovido por el crítico Juan Antonio Aguirre. Es la época en que usa la madera como soporte y en la que las formas recortadas que hace relacionan su trabajo con los planteamientos de la pintura hard edge. Por estos años conoce al grupo Supports-surfaces, promovido por teóricos y pintores franceses. 
En 1973 viaja por primera vez a Nueva York, donde conoce directamente la pintura norteamericana de los años cincuenta, centrándose su interés sobre todo en Mark Rothko, Barnett Newman y Ad Reinhardt. De Newman asimila el empleo de bandas laterales, que incorpora de forma consciente en su obra. 
En 1975 entra en contacto con el grupo de la revista Trama, que representa la tendencia Supports-surfaces en España. Participa en la exposición 10 Abstractos en la galería Buades de Madrid y hace en esta misma ciudad su primera exposición en la galería Vandrés de Gloria Kirby y Fernando Vijande. 
En 1976 participa en la Bienal de Venecia siendo parte de la muestra España: Vanguardia artística y realidad social. 1936-1976.
En 1977 inicia las series monocromas (blanca, rosa y amarillo) y en 1979 es becado por la Fundación Juan March, instalándose en Nueva York hasta 1981. En ese tiempo es seleccionado por Margit Rowell para participar en la exposición New Images from Spain, en el Solomon R. Guggenheim Museum de Nueva York. 
En 1982 se instala en Madrid y en 1990 comienza las series cuyos títulos aluden al límite (Los límites de la memoria, Los límites del engaño, Los límites de la razón, etc). Otros cuadros importantes de ese momento son La muerte del poeta y El silencio de Glenn Gould, del que hará una segunda versión en 1995. 
En 1994 inicia la serie de Las Contradicciones, detectándose un progresivo abandono del color hasta llegar al negro. 
En 1997 se le hace una exposición retrospectiva en el Instituto Valenciano de Arte Moderno que se cerraba en una gran sala con dieciséis cuadros negros. Durante el siguiente bienio continúa con mayor rigor el uso del negro, aunque incorpora colores de oro como único componente del cuadro. Es el momento de los Paisajes nórdicos y de la trilogía compuesta por El final de la batalla, La muerte de Virgilio y La derrota. 
En el año 2000 es nombrado académico de la Real Academia de Bellas Artes de San Fernando de Madrid. Después de la última serie mencionada, pinta cuadros realizados con líneas que se entrecruzan sobre superficies negras, recuperando aspectos gestuales de otras épocas. Con la serie dedicada a La muerte del anarquista, de 2002, las zonas trabajadas gestualmente se incorporan a cuadros horizontales de gran formato. En otras series casi simultáneas, continúa el empleo del negro como campo de color a un tiempo generador y provocador, mientras que en la serie África y en La visita de Ulrich incorpora elementos informales y caprichosos en contrapunto con el rigor general de la obra.
En 2022 el artista sonoro Miguel Álvarez-Fernández compone, a partir de la obra de Teixidor, y por encargo de la Feria de arte contemporáneo Estampa, la pieza de música electrónica Estudio sobre lo oscuro y sus densidades, publicada en una edición limitada de 200 discos de vinilo numerados y firmados que también incluye la composición Estudio sobre gradaciones infinitesimales (inspirada por la obra de José María Yturralde). Unos meses más tarde Álvarez-Fernández, en colaboración con Bruno Dozza y Álvaro Oliveros, dirige la película documental "Jordi Teixidor. Retrospectiva", estrenada en mayo de 2023 en el Cine Estudio del Círculo de Bellas Artes (Madrid).

## Obras
- 1967 Azul con puerta
- 1975 Sobre todo
- 1978 Bandas amarillas
- 1982 Verderol, cauce de abril
- 1986 El mar es el camino
- 1989 Los límites de la memoria
- 1994 Las contradicciones
- 1995 El silencio de Glenn Gould 2
- 1999 La muerte de Virgilio
- 1999 Retablo I
- 2003 Ulrich